# ويليام هنتر (كاتب)
ويليام هنتر (بالإنجليزية: William Wilson Hunter)‏ (و. 1840 – 1900 م) هو مؤرخ، ومؤلف، وعالم إحصاء، وكاتب، وكاتب سير من المملكة المتحدة لبريطانيا العظمى وأيرلندا، ولد في غلاسكو، توفي عن عمر يناهز 60 عاماً، بسبب إنفلونزا.

## التعليم
تعلم في جامعة غلاسكو، وجامعة باريس، وجامعة بون.

## جوائز
حصل على جوائز منها:
- Knight Commander of the Order of the Star of India ‏
- Companion of the Order of the Indian Empire ‏.